# Adrián Sánchez (calciatore 1999)
Adrián Guillermo Sánchez (Don Torcuato, 14 maggio 1999) è un calciatore argentino, centrocampista dell'Atl. Tucumán.

## Caratteristiche tecniche
È un centrocampista offensivo.

## Carriera
Cresciuto nel settore giovanile del Boca Juniors, nel 2020 è stato ceduto in prestito al Cerro Largo con cui ha esordito fra i professionisti disputando l'incontro di Primera División Profesional pareggiato 2-2 contro il Nacional.